# 卡爾·羅賓遜
卡爾·羅賓遜（英語：Karl Robinson，1980年9月13日—）是一名英格蘭前足球員，退役後擔任領隊，現時執教英乙球會沙福特城。他於2010年5月11日加盟英冠米爾頓凱恩斯時，年僅29歲，當時是英格蘭足球聯賽最年青的領隊。

## 生平
羅賓遜球員生涯主要效力非聯賽球會，場上早年出任中鋒，其後改任中場。退役後初時在利物浦青訓學院擔任教練，其後轉往布力般流浪，再追隨保罗·因斯加盟米爾頓凱恩斯成為助理領隊。